# Three Boiled Down Fables
Three Boiled Down Fables è un cortometraggio muto del 1914 diretto da George Ade, autore anche della storia in tre episodi.
Il film - interpretato da Wallace Beery, Leo White e Harry Dunkinson - uscì in sala l'11 novembre 1914.

## Produzione
Il film fu prodotto dalla Essanay Film Manufacturing Company.

## Distribuzione
Distribuito dalla General Film Company, il film - un cortometraggio di una bobina - uscì nelle sale cinematografiche USA l'11 novembre 1914.